# Solanum myriacanthum
Solanum myriacanthum,  es una especie de planta fanerógama perteneciente  a la familia de las solanáceas. Es originaria de México.

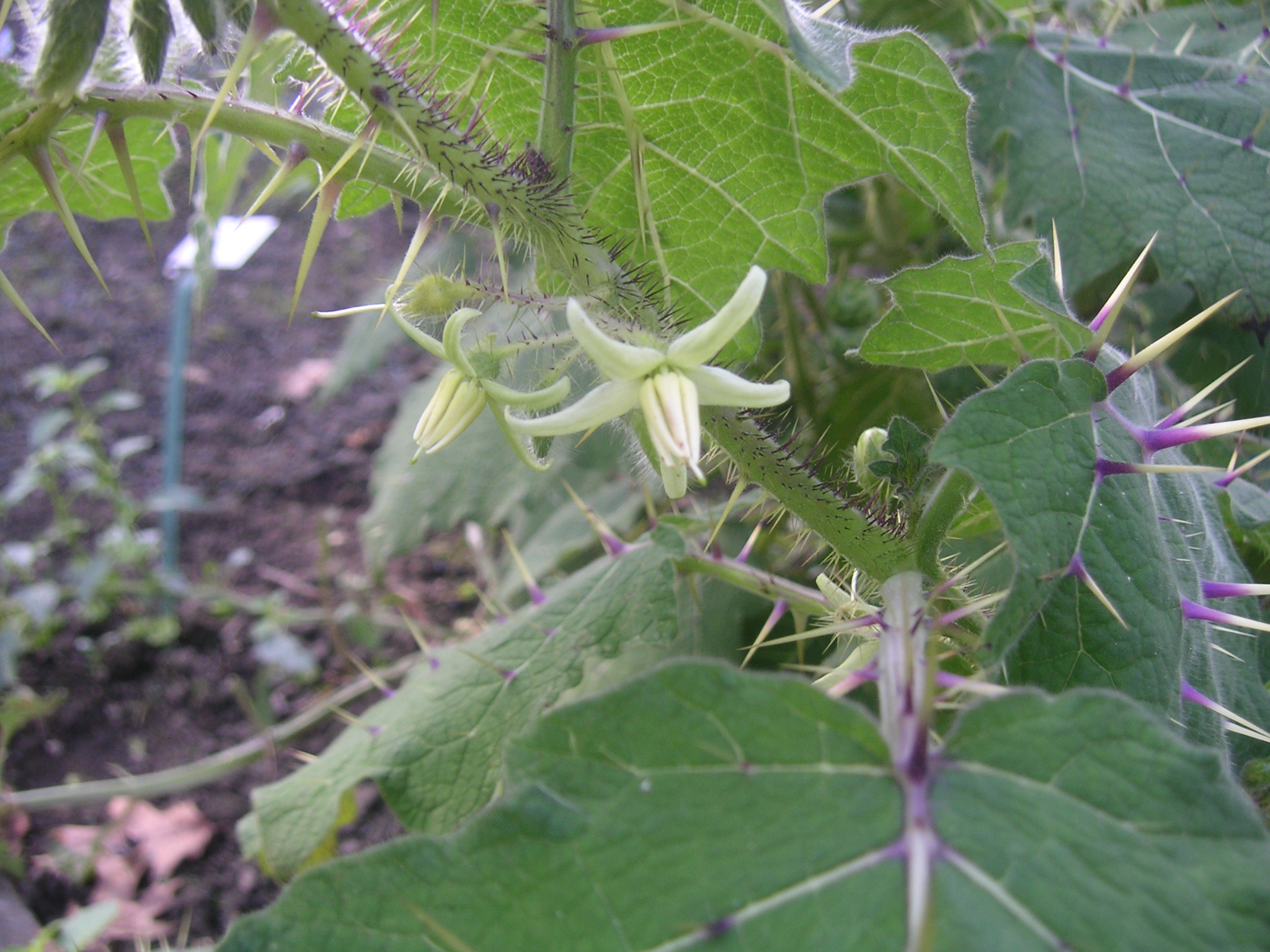
Flores

## Descripción
Son arbustos o hierbas, que alcanzan un tamaño de hasta 1 m de alto, armados; tallos escasamente pilosos con acúleos aciculares. Hojas solitarias o en pares desiguales, ovadas, 8–18 cm de largo, 3–7-lobadas, lobos poco profundos, ápice agudo, base cordada o truncada. Inflorescencias en racimos comprimidos con pocas flores, axilares o laterales, subsésiles, pedúnculos y pedicelos frecuentemente tomentulosos y espinosos; corola de 10–15 mm de diámetro, verde-amarilla a blanca, profundamente lobada, lobos angostos, pilosos y glandulosos; anteras 6–7 mm de largo. Baya globosa, 1.5–3 cm de diámetro, glabra, rayada de verde, amarilla cuando madura, pedicelos alargados, fuertes, reflexos; semillas lenticulares, de 2 mm de diámetro.

## Taxonomía
Solanum myriacanthum fue descrita por Michel Félix Dunal y publicado en Histoire Naturelle, Médicale et Économique des Solanum 218–219, t. 19. 1813.
Etimología
Solanum: nombre genérico que deriva del vocablo Latíno equivalente al Griego στρνχνος (strychnos) para designar el Solanum nigrum (la "Hierba mora") —y probablemente otras especies del género, incluida la berenjena—, ya empleado por Plinio el Viejo en su Historia naturalis (21, 177 y 27, 132) y, antes, por Aulus Cornelius Celsus en De Re Medica (II, 33). Podría ser relacionado con el Latín sol. -is, "el sol", debido a que la planta sería propia de sitios algo soleados.
myriacanthum: epíteto latino
Sinonimia
- Solanum porphyranthum Dunal
- Solanum reflexum var. chloropetalon (Schltdl.) Witasek[5]